# Infecção cutânea
As infecções cutâneas ou infecções da pele podem ser causadas por vírus, bactérias, fungos ou pequenos animais. Muitas espécies bacterianas colonizam a pele como flora normal. Staphylococcus aureus e Streptococcus pyogenes são uma flora pouco frequente, mas são as causas mais comuns das infecções cutâneas bacterianas. Os fatores predisponentes para a infecção incluem lesões da pele, doenças de pele preexistentes, má higiene e, raramente, imunidade baixa do hospedeiro.
Não confundir com dermatite/eczema, que é inflamação da pele por qualquer causa, mas geralmente não é infecciosa.

## Viral
As infecções virais incluem:

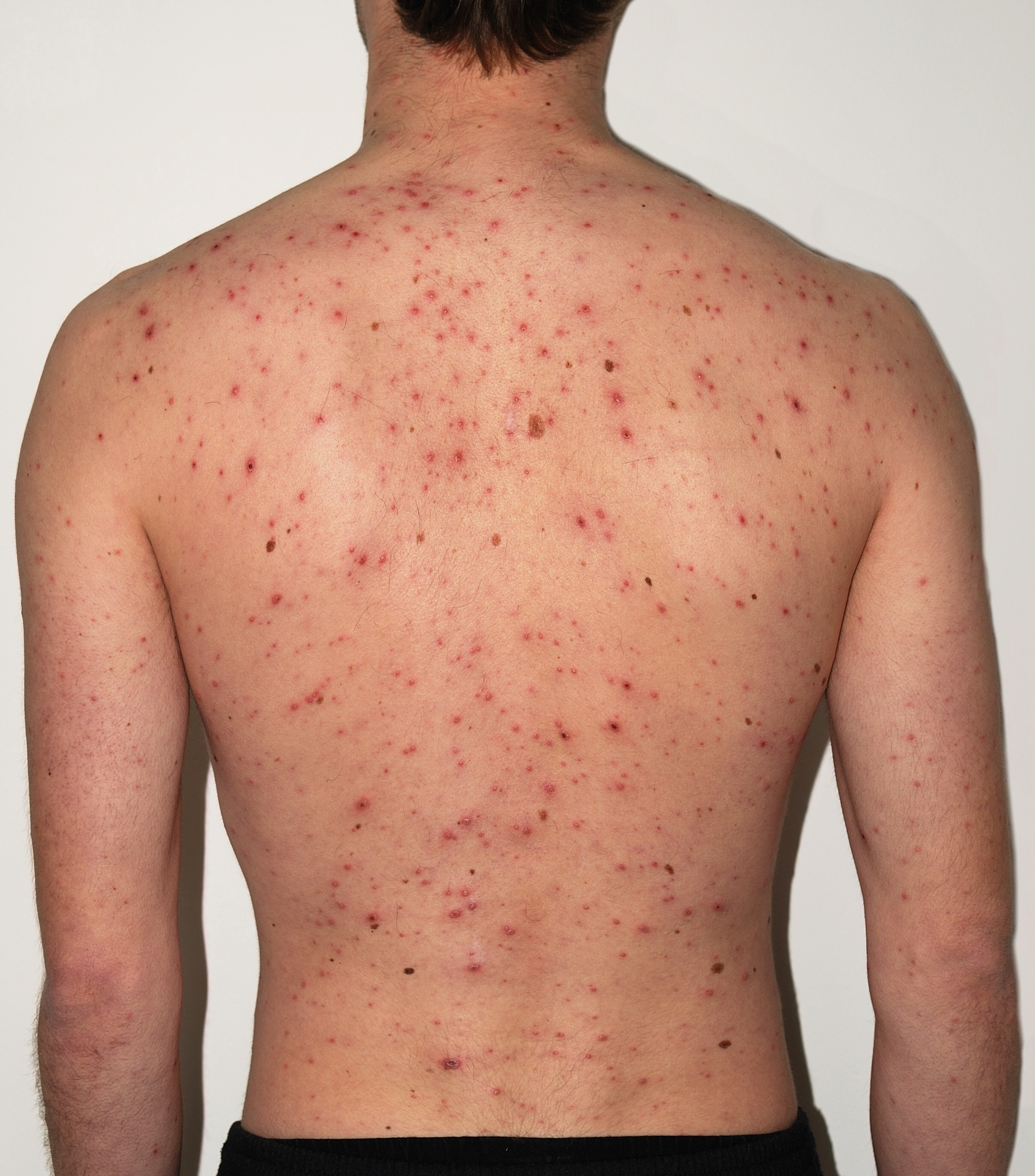
Exantema maculopapular viral

- Herpes simples 1 e 2: Causam vesículas em boca e genitais, transmitidos por contato. A maioria da população está infectada, mas sem sintomas.
- Herpes zoster: Retorno do vírus da varicela (catapora) inativo, infecta os nervos sensitivos. É mais comum em maiores de 50 anos. Caracterizada por grupos de vesículas inflamadas, coceira e intensa dor local.
- Molusco contagioso (Molluscum contagiosum): Causado pelo Molluscipoxvirus, causa pápulas com bordas elevadas, similares ao tentáculo de um molusco. É contagiosa pelo contato com a pele infectada e pode infectar genitais.
- Papiloma: Causado por HPV afeta principalmente os genitais. Os tipos 16 e 18 podem se transformar em um câncer.
- Sarampo, Varicela, Rubéola e Eritema infeccioso: Quatro epidemias virais comuns em crianças, que geram máculas e pápulas por todo o corpo (Exantemas maculopapulares). Podem ser confundidos com escarlatina que é bacteriana.
- Dengue e Chikungunya: Transmitidos por mosquitos, causam Exantemas maculopapulares, febre e dor por todo o corpo. Normalmente melhoram em poucos dias sem tratamento.
- Síndrome mão-pé-boca: doença contagiosa causada pelo vírus Coxsackie, mais comum em bebês.

## Bacteriana

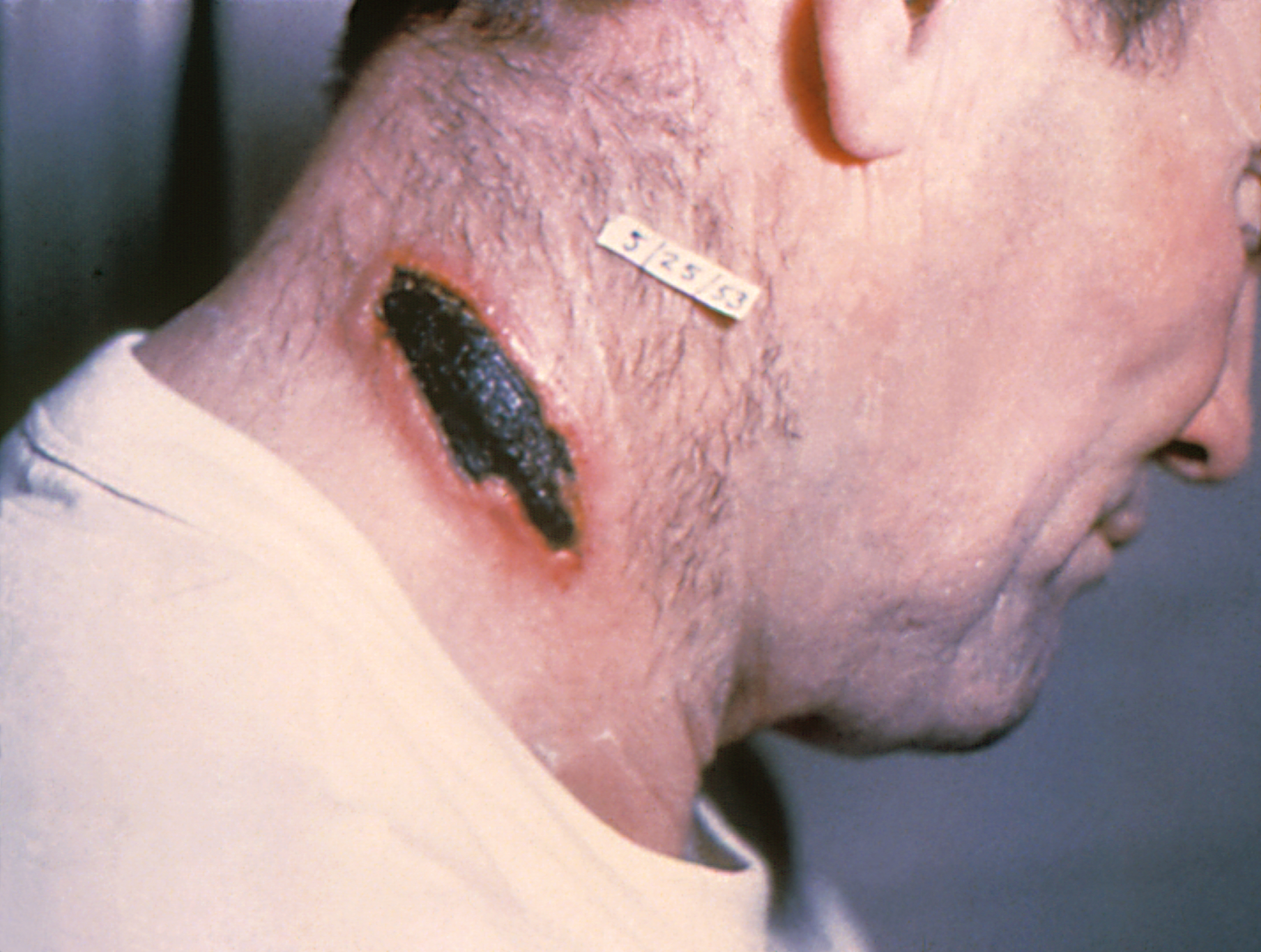
Antrax cutâneo

As enfermidades bacterianas incluem:
- Erisipela: infecção superficial geralmente causada por Streptococcus sp. fácil de tratar.
- Celulite bacteriana: infecção subcutânea geralmente causada por Streptococcus sp. ou Staphylococcus sp. que causa inflamação muito parecida com outras doenças.
- Fasciíte necrosante: infecção profunda geralmente causada por Streptococcus sp. muito agressiva e perigosa. Gera uma gangrena que precisa ser removida cirurgicamente antes que se espalhe.
- Impetigo: O impetigo é uma infecção superficial geralmente causada por S. aureus e ocasionalmente por Streptococcus pyogenes.
- Foliculite: é uma infecção superficial dos folículos pilosos caracterizados por pápulas e pústulas eritematosas.
- Furúnculos: é uma infecção profunda do folículo capilar caracterizada por nódulos inflamatórios purulentos.
- Escarlatina: Causa exantema maculopapular similar aos exantemas virais.
- Nocardiose cutânea: Infecção restrita à América do sul causada pelo Nocardia brasiliensis Pode causar abscessos cutâneos ou subcutâneos, ulcerações, granulomas, celulite, pústulas e deformações.
- Antrax cutâneo: Causado pelo famoso Bacillus anthracis, geralmente associada ao contato com pelos de animais, mas é pouco perigosa.
- Lepra: Ainda existe em poucos países subdesenvolvidos, como no Brasil e Índia. Causa perda de sensibilidade a dor nas extremidades, manchas e endurecimento da pele e pode ser deformante.
- Peste: Causada pelo Yersinia pestis é transmitida pela pulga dos roedores. Caracterizada por bolhas negras. Ainda mata centenas de pessoas.
- Sífilis: As duas primeiras fases da doença são cutâneas e os sintomas desaparecem sem tratamento parecendo que está curada, mas a terceira fase é sistêmica e pode deformar ossos e lesionar o cérebro.

## Fungos

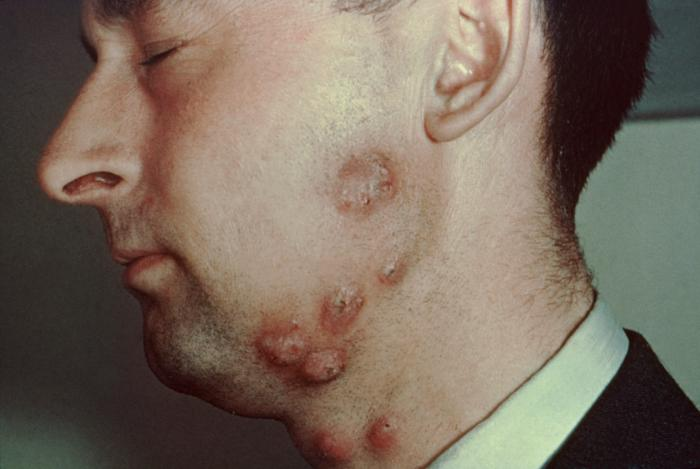
Tinea barbae

As micoses superficiais são muito comuns e geralmente são apenas um problema estético. Os fungos geralmente crescem em ambientes quentes e úmidos. O uso de roupas suadas ou molhadas é um fator de risco para infecções cutâneas. Uma ruptura ou corte na pele pode permitir que as bactérias entrem nas camadas mais profundas da pele e causem micetomas, muito mais problemáticos. As micoses superficiais incluem:
- Dermatofitoses (Tinhas): Micoses superficiais associados a umidade e calor, causados principalmente por Microsporum, Trichophyton ou Epidermophyton. Também podem infectar as unhas.
  - Tinea capitis: Calvície por fungos
  - Tinea corporis: Micose no corpo, mais comuns nas dobras
  - Tinea cruris: Micose na virilha
  - Tinea barbae: Micose na barba
  - Tinea pedis: Pé de atleta, muito transmitida em piscinas e banheiros públicos.
- Tinea versicolor: Causado pelo Malassezia furfur é uma mancha descolorada ou escura em pessoas bronzeadas.
- Candidíase: Forma placas brancas não aderentes na boca, língua e faringe. Na vagina e pênis causa vermelhidão, coceira, corrimento e descamação. É transmitida por contato direto. Pode causar infecções em outros órgãos em imunodeprimidos e desnutridos.

## Parasitas animais

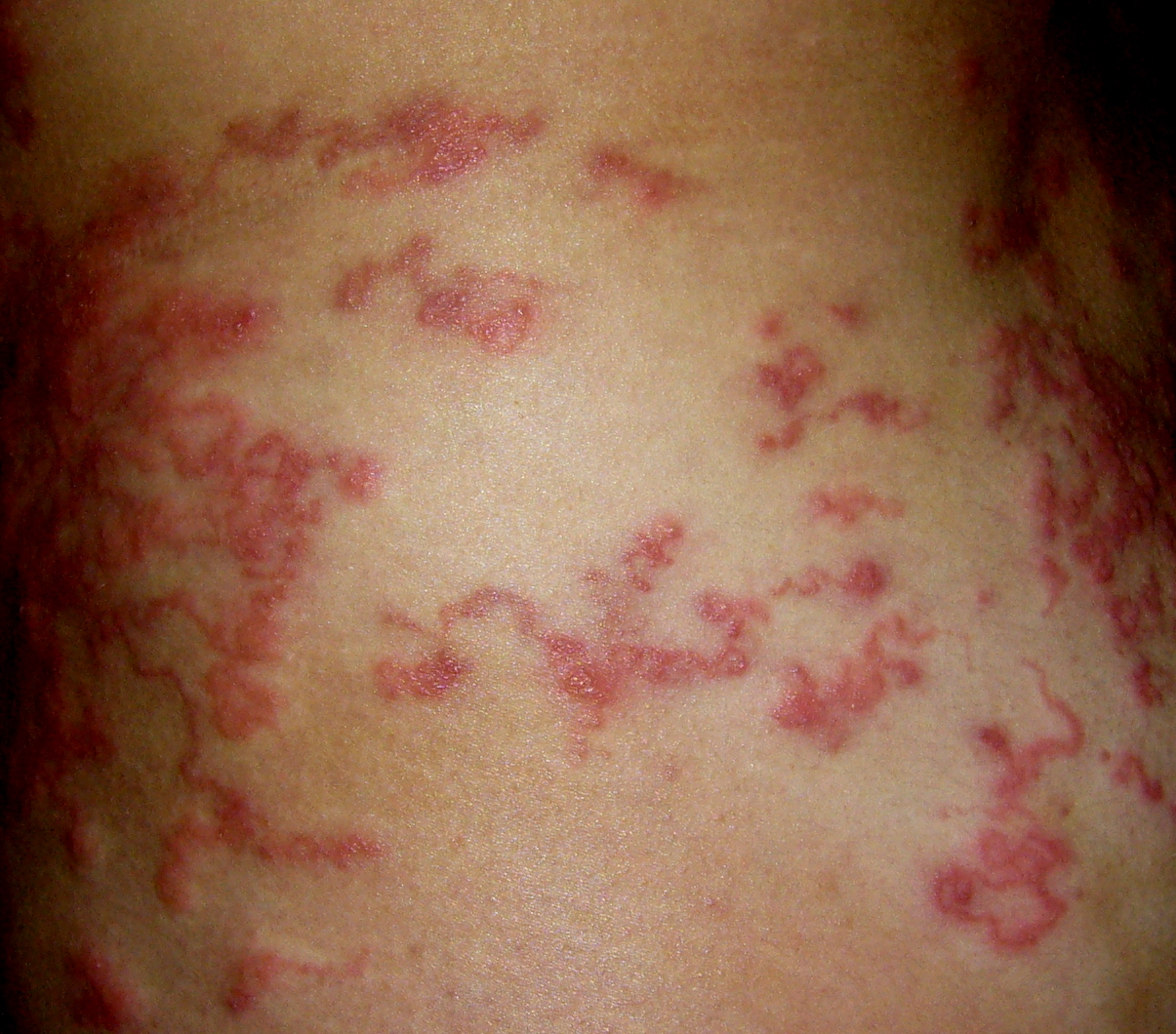
Dermatite serpetinosa, conhecida como bicho-geográfico por desenhar mapas na pele.

As infecções parasitárias da pele incluem:
- Pediculose: piolhos são comuns em crianças em idade escolar.
- Percevejo: mais comum em ambientes rurais e em camas de hospedagens baratas, causam coceira e vermelhidão.
- Pulga: pode transmitir pesteque também é uma infecção da pele.
- Carrapato: pode transmitir borreliose, que também é uma infecção da pele.
- Escabiose: mais conhecida como sarna, associada a má higiene e pobreza.
- Dermatite serpiginosa: Causada pelo contato direto com areia ou terra contaminada com fezes de animais com Ancylostoma.
- Miíase: Larvas de mosca depositadas na pele que comem as partes podres.